# Górka (osada leśna w powiecie poznańskim)
Górka – osada leśna w Polsce, położona w województwie wielkopolskim, w powiecie poznańskim, w gminie Stęszew na obszarze Wielkopolskiego Parku Narodowego.
W latach 1975–1998 miejscowość należała administracyjnie do województwa poznańskiego.